# يارا بورضا
يارا أنطوان بورضا (7 أغسطس 2000) هي لاعبة كرة قدم لبنانية تلعب كمهاجمة لنادي أيليفين فوتبول برو اللبناني والمنتخب اللبناني.

## مهنة النادي
ولدت في زغرتا في لبنان، ةبدأت مسيرتها المهنية في نادي مسقط رأسها السلام زغرتا، فئة الشباب في سن السابعة. بقيت في النادي عندما شكلوا قطاع الفتيات، وظهرت لأول مرة مع فريق تحت 17 عامًا في عام 2015 بعدها لعبت مع فريق تحت 19 عامًا، وظهرت لأول مرة في الدوري اللبناني لكرة القدم للسيدات في عام 2016.
بعد موسمين في السلام زغرتا، انضمت إلى بطل الدوري نادي نجوم الرياضة في عام 2018. حيث أمضت موسمين في النادي، وسجلت 18 هدفًا وفازت بلقبين للدوري.
في 20 أكتوبر 2020، انتقلت إلى نادي الصفاء بعقد مدته ثلاث سنوات. ساعدت النادي على الفوز ببطولة اتحاد غرب آسيا لكرة القدم للأندية النسائية، ليصبح أول فريق لبناني يفوز بالبطولة؛ لتحتل صدارة الهدافين برصيد هدفين.

## مهنة دولية
مثلت لبنان لأول مرة دوليًا على مستوى تحت 18 عامًا في بطولة اتحاد غرب آسيا لكرة القدم للسيدات تحت 18 سنة 2018 في لبنان، حيث احتلوا المركز الثاني. وظهرت لأول مرة في بطولة التصفيات الأولمبية 2020 في عام 2018، واستدعيت إلى بطولة اتحاد غرب آسيا لكرة القدم للسيدات 2019، ليحتل المنتخب المركز الثالث.

## الحياة الشخصية
تخرجت من الكلية في 2020، وتخصصت في الاقتصاد.

## الإحصائيات المهنية

### دولية
| #  | تاريخ        | مكان                         | الخصم     | نتيجة | حصيلة | مسابقة                                             |
| -- | ------------ | ---------------------------- | --------- | ----- | ----- | -------------------------------------------------- |
| 1. | 8 أبريل 2023 | ملعب فؤاد شهاب، جونيه، لبنان | إندونيسيا | 3 -0  | 5-0   | تصفيات آسيا المؤهلة للألعاب الأولمبية 2024 للسيدات |

## الإنجازات
نجوم الرياضة
- الدوري اللبناني لكرة القدم للسيدات: 2018–19، 2019–20
- كأس لبنان للسيدات: 2018–19
- كأس السوبر اللبناني للسيدات: 2018
- المركز الثاني في بطولة اتحاد غرب آسيا للأندية للسيدات: 2019

الصفاء
- بطولة اتحاد غرب آسيا للأندية للسيدات: 2022
- الدوري اللبناني لكرة القدم للسيدات: 2020–21

لبنان تحت 18 سنة
- بطولة غرب آسيا للسيدات تحت 18 سنة: 2018

لبنان
- بطولة اتحاد غرب آسيا للسيدات المركز الثالث: 2019

فردي
- أفضل هداف في بطولة اتحاد غرب آسيا للأندية للسيدات: 2022.

## روابط خارجية
- يارا بورضا على موقع أف آي لبنان (FA Lebanon)